# Contraloría General de la República de Nicaragua
La Contraloría General de la República de Nicaragua (CGR) es el organismo rector del sistema de control de la administración pública y fiscalización de los bienes y recursos del Estado. Fue creada el 20 de septiembre de 1979, según Decreto n.º 86 de la Junta de Gobierno de Reconstrucción Nacional, sustituyendo al Tribunal de Cuentas. Por Decreto n.º 625 del 22 de diciembre de 1980 se emite la primera Ley Orgánica de la Contraloría General de la República. En el año 2000 se produce una reforma a la Constitución Política y se establece que la Contraloría General de la República será dirigida por un Consejo Superior integrado por cinco Miembros Propietarios que son nombrados por la Honorable Asamblea Nacional.

## Historia
El Tribunal de Cuentas se origina en la Contaduría Mayor y en la Dirección de Contabilidad del Gobierno, ambas dependencias del Ministerio de Hacienda, pero fue el 14 de octubre de 1899 que el Gobierno del General José Santos Zelaya López, decretó por Ley de la República la fusión de la Contaduría Mayor con la Dirección de Contabilidad del Estado. Esta Ley que entró en vigencia en 1900, creó el Tribunal Supremo de Cuentas de la República, primer nombre con que se designó al Órgano Superior de Control del Estado.
En 1930 y bajo la Presidencia de la República del General José María Moncada Tapia, el Congreso Nacional por petición insistente de la Excelentísima Corte Suprema de Justicia reformó la Ley Creadora del Tribunal Supremo de Cuentas de la República, dejándolo con la simple designación de Tribunal de Cuentas, nada más.
Sin embargo, en lo fundamental se establecía expresamente su competencia total para fiscalizar, inspeccionar y controlar la administración del Tesoro Nacional. Pero por otra parte aún conservaba su vínculo dependiente del Ministerio de Hacienda. Fue hasta el año 1966 que con una nueva Ley Orgánica y siendo Presidente de la República el Doctor René Schick Gutiérrez, se logró la separación completa del Tribunal de Cuentas del Ministerio de Hacienda, conquistando su independencia y Autonomía.
Con el triunfo de la Revolución Popular Sandinista, el cambio de las estructuras del Estado abarcó también al Tribunal de Cuentas, y por Decreto n.º 86 del 20 de septiembre de 1979 de la Junta de Gobierno de Reconstrucción Nacional, se creó la Contraloría General de la República como Órgano independiente y Autónomo, y sucesor del Tribunal de Cuentas en sus funciones de fiscalización y control de los bienes y recursos del Estado. Por Decreto n.º 625 del 22 de diciembre de 1980 se emite la primera Ley Orgánica de la Contraloría General de la República. Posteriormente, en el año 2000 se produce una reforma a la Constitución Política y se establece que la Contraloría General de la República será dirigida por un Consejo Superior integrado por cinco Miembros Propietarios que son nombrados por la Honorable Asamblea Nacional.

## Misión, Visión y Valores

#### Misión
Como Entidad Fiscalizadora del Sistema Nacional de Control, promovemos la transparencia en el uso de los bienes y recursos del Estado mediante Auditorías Gubernamentales y asistencia técnica capacitada, sirviendo a la Ciudadanía con integridad, excelencia y vocación de servicio.

#### Visión
Ser una Entidad modelo que promueve la calidad, transparencia y la rendición de cuentas a través de una gestión eficiente en el control de los recursos públicos, comprometida con la Sociedad y que se mantiene a la vanguardia de las mejores prácticas regionales y mundiales.

#### Valores
- Integridad.
- Excelencia.
- Solidaridad.
- Respeto.
- Vocación de Servicio.
- Innovación.

## Estructura Organizacional
Para el cumplimiento de los asuntos de su competencia, la Contraloría General de la República se estructura conforme al Art. No. 157 de la Constitución Política de Nicaragua y el Art. No. 24 de la Ley n.º 681, “Ley Orgánica de la Contraloría General de la República y del Sistema de Control de la Administración Pública y Fiscalización de los Bienes y Recursos del Estado”, de la siguiente manera:
En el ámbito sustantivo está conformada por:
- Consejo Superior
- Dirección General de Auditoría (DGA) con sus Delegaciones Territoriales
- Dirección General Jurídica (DGJ)

El Consejo Superior de la Contraloría General de la República ha creado Áreas de Apoyo, las que colaboran en el cumplimiento de las funciones institucionales, integradas por:
Divisiones Generales y Específicas:
- División General Administrativa Financiera (DGAF)
- División General de Investigación, Desarrollo y Capacitación Aplicada (DGIDCA)
- División de Planificación y Gestión para Resultados (DPGR)
- División de Recursos Humanos (DRH)
- División de Tecnologías de la Información (DTI)

Unidades Personal:
- Unidad de Auditoría Interna (UAI)
- Unidad de Relaciones Internacionales y Proyectos (URIP)
- Unidad de Adquisiciones (UA)
- Oficina de Acceso a la Información Pública (OAIP)